# Nate Huffman
Nathaniel Thomas Huffman, más conocido como Nate Huffman (Battle Creek, Míchigan; 2 de abril de 1975-Battle Creek, Míchigan; 15 de octubre de 2015), fue un baloncestista estadounidense. Con 2,15 metros de estatura, jugaba en el puesto de pívot.

## Trayectoria

### Universidad
Jugó durante dos temporadas en Lansing Community College promediando el último año unos 29,8 puntos, 14,5 rebotes y 6 tapones, con un 66.8% de tiro. y otras dos temporadas para los Chippewas de Central Michigan University, donde promedia 17,2 puntos, 11 rebotes (líder de la MID-American) y 1,8 tapones.

### Profesional
Jugó durante una temporada en la extinta liga CBA en Idaho Stampede. Con 23 años da el salto a Europa para jugar en el modesto Baloncesto Fuenlabrada, donde realiza una gran temporada y se dispara su cotización, siendo fichado a la temporada siguiente por el Maccabi Tel Aviv, donde juega tres temporadas ganando todos los títulos posibles a nivel nacional y una Suproleague. Su deseo siempre fue jugar en la NBA, siendo plasmado sus ganas de triunfar en la mejor liga del mundo en un tatuaje con el logotipo de la NBA en uno de sus hombros. Sus deseos se cumplen y en el año 2002 ficha por los Toronto Raptors, pero una lesión crónica en la rodilla derecha le imposibilita rendir a su nivel, jugando solo siete partidos y siendo cortado a mitad de temporada. Esta grave lesión precipitaría su retirada del baloncesto profesional, aunque dos años después volvería intentar volver a las canchas con el Scavolini Pesaro, pero su estado de forma hace que el equipo italiano por entonces entrenado por Alexander Djorjevic, desestime su contratación.
Falleció el 15 de octubre de 2015 a los 40 años de edad, víctima de un cáncer de pulmón.